# Среднее царство
Среднее царство — эпоха истории Древнего Египта между 2040 и 1783 (или 1640) до н. э., на которую приходится правление манефоновских XI—XII династий фараонов, происходивших из Фив. Время нового подъёма, но относительно слабой централизации древнеегипетского государства.

## Общая характеристика
Хронологически правление XI и XII династий, относящихся к Среднему царству, датируют:
- 2160—1785 гг. до н. э. — по Э. Бикерману.
- ок. 2119—1794/93 гг. до н. э. — по Ю. фон Бекерату.
- ок. 2080+16−1760 гг. до н. э. — по Э. Хорнунгу, Р. Крауссу и Д. Уорбертону.

Начало Среднего царства относится к 2040 до н. э., когда фиванский монарх Ментухотеп II сверг фараона из Гераклеополя. Фараоны XI и особенно XII династии, сосредоточив в руках людские и материальные ресурсы страны, восстановили общую египетскую ирригационную систему, существовавшую в эпоху Древнего царства, а при Аменемхете III расширили её. Продолжалось освоение Файюма; в результате в Файюмской впадине была создана разветвлённая сеть каналов, которую соединили с Нилом. Меридово озеро стало выполнять роль резервуара для воды, заполняясь во время разлива Нила. Среди этого болота построили дворец, известный грекам как Лабиринт.
В целом XII династии Аменемхетов — Сенусертов (1991 − 1783 гг. до н. э.), в особенности Сенусерту III, удалось стабилизировать положение страны и превратить Египет в сильное государство, располагавшее мощным военным и экономическим потенциалом. Опираясь на него, XII династия проводила успешную завоевательную политику. Большие успехи были сделаны в освоении Нубии, где были открыты богатые золотые прииски.
Расширялось египетское влияние в Восточном Средиземноморье, откуда египтяне получали медь, серебро, золото, строительный лес. Главным торговым центром там стал город Библ в Финикии. В целом при XII династии Египет превратился в довольно крупную державу на Ближнем Востоке. Именно в период Среднего царства возник «средний класс» египетского общества (неджес), однако эксплуатация «царских людей» приводила к осложнению социальной ситуации.